# ایران (روزنامه دوران قاجار)
ایران از روزنامه‌های دوره ناصرالدین شاه بود که به سرپرستی محمدحسن خان اعتماد السلطنه منتشر شد. نخستین شماره آن در سال ۱۲۸۸ قمری چاپ شد. این روزنامه در سال ۱۳۲۱ قمری به ایران سلطانی موسوم گردید و از سال ۱۳۳۴ دورهٔ دوم آن آغاز گردید.